# Okřídlené kolo

Znak městyse Suchdol nad Odrou

Okřídlené kolo je symbol vyjadřující pokrok, industrializaci, průmyslovou zdatnost.
Tento symbol se nachází ve státním znaku Panamy či na hodinářských výrobcích firmy Kienzle Uhren. Nejčastěji, jako okřídlené železniční kolo, symbolizuje vztah k železnici či železniční dopravě. Okřídlené železniční kolo je zobrazeno ve znaku nebo na vlajce řady obcí, například Citic, Suchdola nad Odrou či Svinova. Nachází se i na pomníku připomínajícím padlé příslušníky Železničního pluku v Pardubicích.